# Jimmie Wilson
Jimmie Wilson er en amerikansk sanger, som repræsenterede San Marino sammen med Valentina Monetta ved Eurovision Song Contest 2017 med sangen "Spirit Of The Night". De havnede på en sidsteplads i semifinale 2 og derfor kvalificerede de sig ikke til finalen.